# Леджв'ю (Вісконсин)
Леджв'ю (англ. Ledgeview) — місто (англ. town) в США, в окрузі Браун штату Вісконсин. Населення — 8820 осіб (2020).

## Демографія
Згідно з переписом 2010 року, у місті мешкало 6555 осіб у 2442 домогосподарствах у складі 1760 родин. Було 2579 помешкань
Расовий склад населення:
| - 94,2 % — білих - 2,4 % — азіатів - 1,3 % — чорних або афроамериканців - 0,5 % — корінних американців |

До двох чи більше рас належало 1,3 %. Частка іспаномовних становила 1,3 % від усіх жителів.
За віковим діапазоном населення розподілялося таким чином: 30,3 % — особи молодші 18 років, 60,0 % — особи у віці 18—64 років, 9,7 % — особи у віці 65 років та старші. Медіана віку мешканця становила 35,4 року. На 100 осіб жіночої статі у місті припадало 97,4 чоловіків;  на 100 жінок у віці від 18 років та старших — 93,8 чоловіків також старших 18 років.
Середній дохід на одне домашнє господарство  становив 112 337 доларів США (медіана — 82 898), а середній дохід на одну сім'ю — 131 718 доларів (медіана — 104 041). Медіана доходів становила 63 077 доларів для чоловіків та 46 932 долари для жінок. За межею бідності перебувало 4,4 % осіб, у тому числі 6,4 % дітей у віці до 18 років та 4,5 % осіб у віці 65 років та старших.
Цивільне працевлаштоване населення становило 4004 особи. Основні галузі зайнятості: освіта, охорона здоров'я та соціальна допомога — 24,8 %, виробництво — 19,5 %, роздрібна торгівля — 10,8 %, фінанси, страхування та нерухомість — 9,3 %.